# Wolfgang Ferchl
Wolfgang Ferchl (* 1955 in Lindau) ist ein deutscher Lektor und Verleger. Er war unter anderem Verleger bei Eichborn, Piper und Knaus in der Verlagsgruppe Random House (heute Penguin Random House), wo er nach der Etablierung eines deutschen Penguin Verlags Ende 2018 ausschied. Seine Nachfolgerin ist Britta Egetemeier. Seither betreut Ferchl ihm verbundene Autoren wie Thea Dorn, Jenny Erpenbeck, Walter Moers und Gabor Steingart.

## Leben und Wirken
Nach dem Abitur 1975 am Bodenseegymnasium Lindau studierte Ferchl Literatur, Philosophie und Geschichte an der Universität Konstanz, wo er mit einer Arbeit zur bundesdeutschen Romanliteratur der Fünfzigerjahre promoviert wurde. Neben seinem Studium war Ferchl ein erfolgreicher Volleyballtrainer (u. a. Deutscher Hochschulmeister).
Während des Studiums arbeitete Ferchl für den neu gegründeten Haffmans Verlag als Korrekturleser, später als freier Lektor. Beim Universitätsverlag Konstanz (UVK), bei E:J. Brill (Leiden/Köln) sowie beim Hitzeroth Verlag (Marburg) sammelte er Erfahrungen im Bereich „academic publishing“, in Marburg auch im regionalen Sachbuch sowie in der Belletristik (u. a. Marianne Fredriksson, Patrick McCabe, Jan Myrdal, William Trevor). Außerdem arbeitete er mit der Künstlergruppe „Rixdorfer“ verlegerisch zusammen. 1994 holte ihn die Verlegerin von EVA/Rotbuch Sabine Groenewold nach Hamburg, um den Rotbuch Verlag zu leiten. Hier arbeitete Ferchl mit Autoren wie Tobias O. Meißner, Gerhard Seyfried, Birgit Vanderbeke und Feridun Zaimoglu. Zusammen mit Hermann Kinder gab er die „Rotbuch Bibliothek“ heraus, die sich vergessenen Romanen der bundesdeutschen Literatur widmete.
1997 wechselte er als Programmchef zu Eichborn, wo er den Imprint Eichborn Berlin (heute Galiani) initiierte und eines der Gesichter des ersten Börsengangs eines Publikumsverlag in Deutschland wurde. Zu Ferchls Zeit gelang es Eichborn, seine wirtschaftliche Abhängigkeit von Walter Moers' Comic-Figuren (Kleines Arschloch, Alter Sack) zu reduzieren dank Autoren wie Dietrich Schwanitz (Bildung) Walter Moers (Die 13½ Leben des Käpt’n Blaubär), Petra Morsbach, Volker Kriegel, Klaus Modick und der Reihe „Populäre Irrtümer“ sowie mit literarischen Debüts wie denen von Karen Duve, Jenny Erpenbeck, Frank Goosen, Sven Regener, Gerhard Seyfried u. a. 2002 kam es zu Auseinandersetzungen zwischen der Führung des Eichborn Verlages und dem Vorstand der Eichborn AG um die Ausrichtung des Unternehmens. Nach einem gescheiterten „Putschversuch“ verließen Ferchl sowie der Marketing- und Vertriebschef Andreas Horn im Herbst 2002 den Eichborn Verlag.
Ferchl ging nach München und wurde 2003 Verleger der zum schwedischen Bonnier-Konzern gehörenden Verlage Piper/Malik, die er bis 2009 leitete und zu einem „all time high“ weiterentwickelte. Dies gelang u. a. mit Hilfe von Autoren wie Thommie Bayer, Thea Dorn, Markus Heitz (Zwerge-Reihe), Robert Löhr, Astrid Paprotta, Hape Kerkeling (Ich bin dann mal weg), Klüpfel & Kobr (Kluftinger-Reihe), Francois Lelord (Hector-Reihe), Walter Moers (Zamonienromane; Der Bonker) in der Belletristik sowie Henryk M. Broder, Ayaan Hirsi Ali, Sigmar Gabriel, Friedrich Merz, Gabor Steingart, Ulrich Wickert, Wendelin Wiedeking u. v. a. im Sachbuch. Außerdem wurde das Verlagsportfolio um die Marken Pendo, Westend sowie die Taschenbuchreihe „National Geografic“ erweitert. 2009 beendete Bonnier überraschenderweise die Zusammenarbeit mit Ferchl (Nachfolger wurde Marcel Hartges).
Ferchl übernahm daraufhin den zur Verlagsgruppe Random House (heute Penguin Random House) gehörenden Knaus Verlag und entwickelte ihn mit alten Bekannten (Thea Dorn, Jenny Erpenbeck, Walter Moers, Petra Morsbach, Jürgen von der Lippe), aber auch mit Neuentdeckungen (u. a. Dörte Hansen, Regina Scheer) weiter. Außerdem ergänzte er Knaus zusammen mit Britta Egetemeier um ein erfolgreiches Sachbuchprogramm mit Autoren wie Henryk M. Broder, Harald Lesch, Randall Munroe, Gabor Steingart, Christoph Süß, Meike Winnemuth u. v. a. Darüber hinaus initiierte Ferchl die Gründung eines deutschen Penguin Verlages, zuerst als Taschenbuchverlag. Bis zu seinem Ausscheiden Ende 2018 als „Publisher at large“ begleitete er das Aufgehen des Knaus Verlags in den Penguin Verlag.
2022 war er Mitgründer des PEN Berlin.

## Publikationen
- Als Autor: Zwischen „Schlüsselroman“, Kolportage und Artistik – Studien zur gesellschaftskritisch-realistischen Romanliteratur der 50er Jahre in der Bundesrepublik Deutschland in ihrem sozialgeschichtlichen und poetologischen Kontext. Amsterdam, 1991, ISBN 978-90-5183-287-7.
- Als Autor gemeinsam mit Bärbel Grigo-Hänel: Rosemarie – Exhumierung eines Skandals. Freibeuter Nr. 17, 1983.
- Als Herausgeber: StadtLandFluss. Eine Region beschreiben/bezeichnen: Mittelhessen, ein Lesebuch. Marburg 1993, ISBN 978-3-89398-145-8.
- Als Autor: „Sind Bücher nachhaltig?“ In Patrick S. Föhl, Patrick Glogner-Pilz, Markus Lutz, Yvonne Pröbstle (Hrsg.): Nachhaltige Entwicklung in Kulturmanagement und Kulturpolitik – Ausgewählte Grundlagen und strategische Perspektiven. Heidelberg 2011, ISBN 978-3-531-17353-5.

## Podcasts
- Wolfgang Ferchl über Walter Moers & Zamonien
- Autor Martin Burckhardt und Verleger Wolfgang Ferchl im Gespräch